# Сражение при Хотузице
Сражение при Хотузице (нем. Schlacht bei Chotusitz) или сражение при Чеслау произошло 17 мая 1742 года. Пруссаки под командованием Фридриха II нанесли поражение австрийской армии принца Карла Лотарингского.

## Ход сражения
Принц Карл двинулся из Моравии в Богемию с намерением атаковать прусскую армию. Прусские войска короля Фридриха II превосходили австрийские на 2 000 пехоты, уступая в кавалерии на 2 000 солдат. Карл Лотарингский пытался вернуть занятую противником Прагу, в то время как Фридрих II старался блокировать его войска. Фридрих двинулся на Куттенберг со своим авангардом численностью около 10 000 человек. Остальная часть армии численностью около 15 000 человек (включая почти всю кавалерию) последовала днём позже во главе с принцем Леопольдом Ангальт-Дессауским. Так как две части прусской армии находились в дне пути друг от друга и поэтому не могли поддерживать друг друга, у Карла Лотарингского была возможность разбить одну или обе части по отдельности. Однако он слишком долго колебался и дал пруссакам возможность объединиться.
Карл Лотарингский запланировал внезапную ночную атаку, но сближение с противником заняло больше времени, чем предполагалось, поэтому к полю боя он добрался уже после рассвета. Фридрих, встревоженный надвигающейся опасностью, приказал Леопольду занять позиции вокруг Хотузица, пока остальные пруссаки не приблизятся к нему справа. Леопольд расположил свои войска лицом на юго-восток, пехоту — к югу от Хотузица. Каждый из двух флангов пруссаков прикрывали примерно по 35 эскадронов кавалерии.
Сражение началось подобно битве при Мольвице — с яростной атаки австрийской кавалерии около 8 часов, в тот момент, когда пруссаки ещё строили свои войска на позиции. Пруссакам удаётся сильной кавалерийской контратакой отразить австрийскую кавалерию и подавить левое крыло первой линии. В другой атаке австрийская кавалерия правого крыла при поддержке лёгкого отряда отбрасывает прусский левый фланг, но пропускает дальнейшие контратаки прусской кавалерии. И австрийские, и прусские кавалеристы начали грабить обозы друг друга, что сделало их бесполезными на протяжении большей части битвы.
В 9 часов утра основные силы австрийской пехоты Дауна двинулись в лобовую атаку на Хотузиц и частично заняли его, но были остановлены сильным огнём прусской пехоты и пожаром горящей деревни. Около 10:30 Фридрих ввёл в бой основную часть прусской армии, 23 пехотных батальона, под своим личным командованием. Повернув налево, они открыли огонь по австрийской пехоте у Хотузица. Имея открытые фланги из-за исчезновения кавалерии, Карл Лотарингский решил отступить. Кавалерия Лихтенштейна сдерживала пруссаков, и к полудню бой прекратился. Фридрих запретил преследовать неприятеля, и австрийцы смогли отступить в полном порядке. Пруссаки ограничились артиллерийским огнём по отходящим имперцам.
Потери были примерно равными (около 7000 человек), но стратегическая победа была за Пруссией. Стало ясно, что Мария Терезия не сможет вернуть себе Силезию. 11 июня 1742 года в городе Бреслау был заключён мирный договор. По нему Пруссия получала Силезию и Глац.
Особо отличившиеся: принц Леопольд Ангальт-Дессауский получил прямо на поле боя жезл прусского генерал-фельдмаршала, командир кавалерии Буддендрок — чин генерала кавалерии и портрет короля Фридриха II с бриллиантами, ещё один командир кавалерии Гесслер — чин генерал-лейтенанта и орден Чёрного Орла.